# Midskogen
Midskogen este o arie protejată (sit de importanță comunitară — SCI) din Suedia întinsă pe o suprafață de 125,43 ha, integral pe uscat.

## Localizare
Centrul sitului Midskogen este situat la coordonatele 63°27′05″N 16°21′27″E / 63.451473°N 16.357512°E.

## Înființare
Situl Midskogen a fost declarat sit de importanță comunitară în septembrie 2021 pentru a proteja un număr necunoscut de specii din flora spontană și fauna sălbatică aflate în arealul zonei.

## Biodiversitate
Situată în ecoregiunea boreală, aria protejată conține 2 habitate naturale: Mlaștini turboase de tranziție și turbării mișcătoare, Taiga vestică.
La baza desemnării sitului se află un număr nedeclarat de specii protejate.